# 21033 Akahirakiyozo
21033 Akahirakiyozo è un asteroide della fascia principale. Scoperto nel 1989, presenta un'orbita caratterizzata da un semiasse maggiore pari a 2,2981417 UA e da un'eccentricità di 0,1841188, inclinata di 1,69334° rispetto all'eclittica.